# Liste der Biografien/Huv
Liste der Biografien |
Portal Biografien |
Personensuche
# |
A |
B |
C |
D |
E |
F |
G |
H |
I |
J |
K |
L |
M |
N |
O |
P |
Q |
R |
S |
T |
U |
V |
W |
X |
Y |
Z |
?
 
Ha |
Hd |
He |
Hi |
Hj |
Hk |
Hl |
Hm |
Hn |
Ho |
Hr |
Hs |
Ht |
Hu |
Hv |
Hw |
Hy
 
Hua |
Hub |
Huc |
Hud |
Hue |
Huf |
Hug |
Huh |
Hui |
Huj |
Huk |
Hul |
Hum |
Hun |
Huo |
Hup |
Huq |
Hur |
Hus |
Hut |
Huu |
Huv |
Huw |
Hux |
Huy |
Huz
Die Liste der Biografien führt alle Personen auf, die in der deutschsprachigen Wikipedia einen Artikel haben. Dieses ist eine Teilliste mit 8 Einträgen von Personen, deren Namen mit den Buchstaben „Huv“ beginnt.

## Huv

### Huve
- Huve, Benno (* 1946), niederländischer Fußballspieler
- Hüve, Roland (* 1962), deutscher Theaterregisseur und Autor
- Huvelin, Eugène (1742–1828), französischer Zisterzienser und Klostergründer
- Huvelin, Henri (1830–1910), französischer Priester
- Huvelle, Ellen Segal (* 1948), US-amerikanische Juristin
- Huvermann, Maaike (* 1997), niederländische Windsurferin

### Huvi
- Huvischka, kuschanischer Großkönig

### Huvo
- Huvos, Vítor (* 1988), brasilianischer Fußballspieler